# Bedford Vehicles
Bedford Vehicles a fost un producător de automobile din Anglia. Compania producea în majoritate camioane și vehicule comerciale. Compania a fost creată de General Motors pentru a concura cu Ford Of Britain. Compania a fost fuzionată cu Vauxhall Motors în 1992. Compania a fost fondată în 1928 și a fabricat vehicule comerciale până în 1992. Ultimul vehicul produs de companie până la fuziunea cu Vauxhall a fost Bedford TJ.

## Istoric
Compania a fost înființată pentru prima dată în 1928 de General Motors, compania producând vehicule comerciale și camioane comerciale Chevrolet și General Motors în Anglia cu componente construite local. În 1932 compania a început să-și creeze propriile camioane cu numele Bedford. Camioanele înainte de 1932 au primit numele de marcă „British Chevrolet”. În 1935, compania a vândut în jur de 100.000 de camioane în întreaga lume și a fost cel mai popular producător de camioane din Anglia la acea vreme. În 1942, compania a început să creeze vehicule militare pentru al doilea război mondial.
În 1948 producția militară sa oprit și Bedford și-a actualizat gamele de camioane comerciale ușoare, medii și grele. În 1949, compania a început să importe camioane Chevrolet Advance Design în Marea Britanie, dar importul sa încheiat în 1953, când au înlocuit aceste camioane cu Bedford TA. Compania a produs multe camioane în acea perioadă și în 1962 au vândut în jur de 500.000 de camioane în întreaga lume. În 1988 compania a fost cumpărată de AWD Trucks, iar în 1989 au fost vândute în întreaga lume aproximativ 300.000 de vehicule. În 1992, compania a fost fuzionată cu Vauxhall Motors și a întrerupt toate vehiculele sale. În 1995, compania africană de automobile numită Kantanka Automobile a început să producă Kantanka TJ, care a folosit designul Bedford TJ. În 1998, Vauxhall Motors a creat 100 de camioane Bedford TJ noi pentru a le trimite în Africa, în ciuda faptului că Kantanka TJ a fost produs acolo și a fost foarte popular.
Compania este în prezent deținută de Vauxhall Motors, iar activele sale sunt încă utilizate pentru producția de vehicule comerciale. În prezent, Stellantis controlează Vauxhall Motors împreună cu Opel.

## Modele
- Bedford TA (1953-1958)
- Bedford TJ (1958-prezent)
- Bedford HC (1938-1953)
- Bedford HA (1962-1983)
- Bedford CA (1952-1969)
- Bedford CF/RB (1969-1989)
- Bedford Midi (1985-1995)
- Bedford TK (1961-1992)
- Bedford S (1950-1958)
- Bedford TL (1979-1992)
- Bedford Six (1928-1941)
- Bedford Astravan (1986-1991)

## linkuri externe
- History of Bedford trucks Arhivat în 22 iulie 2020, la Wayback Machine.